# Mike Beuttler
Mike Simon Brindley Bream Beuttler (Caïro (Egypte), 13 april 1940 – Los Angeles (USA), 29 december 1988) was een Brits autocoureur. Hij reed al zijn 28 Grands Prix Formule 1 in een privé ingeschreven March.

## Persoonlijk leven
Beuttler wordt vaak beschouwd als de eerste openlijk homoseksuele Formule-1 coureur, hoewel voormalig Autosport-journalist en persoonlijke vriend Ian Phillips hem beschreef als "half uit de kast", omdat mensen in die tijd nog niet gewoon waren openlijk voor hun geaardheid uit te komen. In 2024 was Ralf Schumacher de eerste coureur die openlijk voor zijn liefde voor een andere man uitkwam.